# 10775 Лейпциг
10775 Лейпциг (10775 Leipzig) — астероїд головного поясу, відкритий 15 січня 1991 року.
Тіссеранів параметр щодо Юпітера — 3,501.